# JPEG Network Graphics
JPEG Network Graphics（～ネットワーク・グラフィックス、略称JNG）は、コンピュータ上で扱われる画像を格納するためのファイルフォーマットの一つ。画像データはJPEGの非可逆圧縮で格納されるが、PNGをコンテナフォーマットとしてその画像データを包む構造となっている。
PNGのように透明チャネルの使用が可能。